# Didier de Radiguès

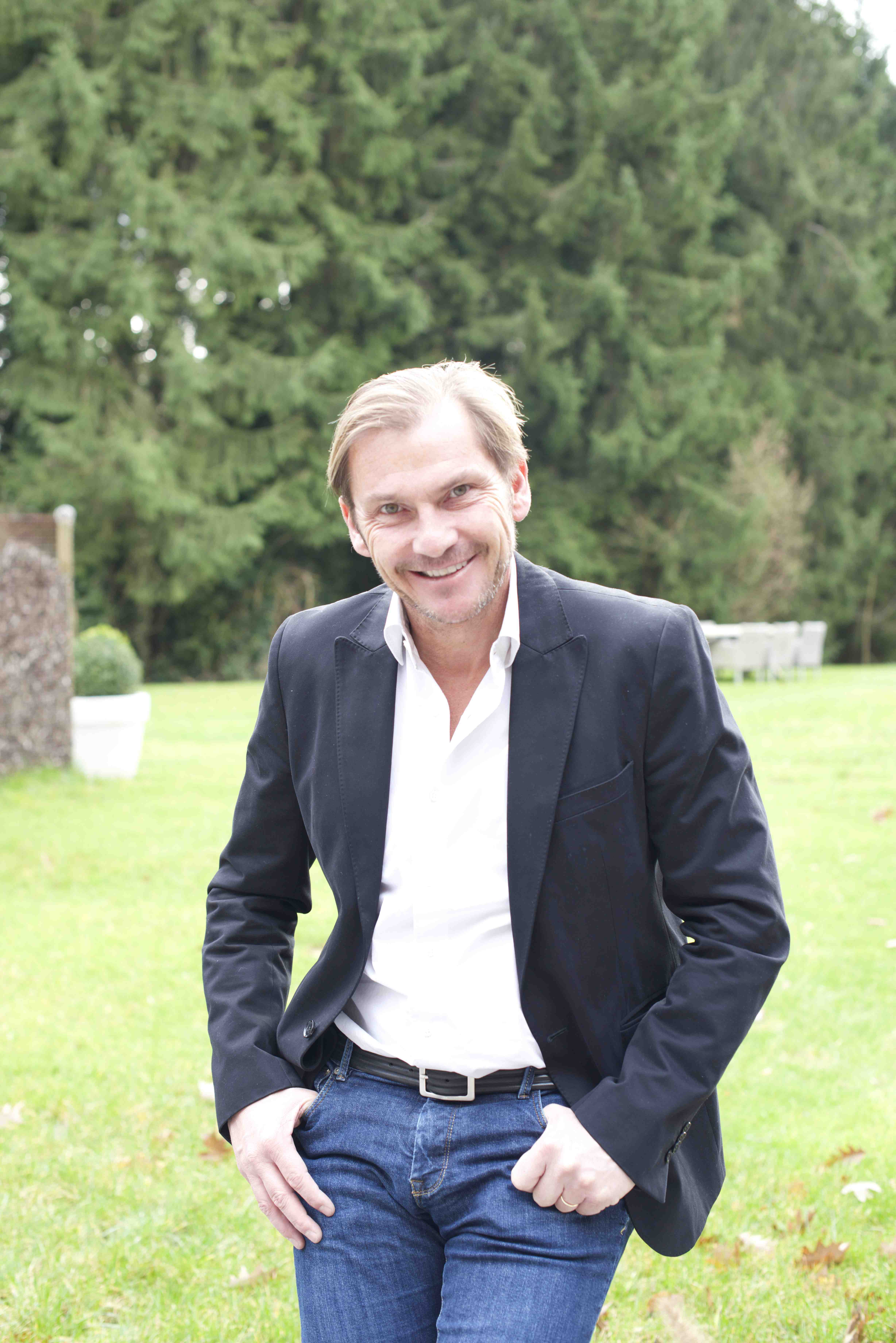
Didier de Radiguès

Didier de Radiguès, född den 27 mars 1958 är en belgisk roadracingförare som var aktiv i världsmästerskapen i Grand Prix Roadracing från 1980 till 1991.

## Roadracingkarriär
De Radiguès körde i GP-sammanhang under många år, och vann 4 Grand Prix, dock inget i 500GP, vilket han främst körde i. Han kom dock tvåa i 500-klassen två gånger.